# Dacii (film)
Dacii este un film istoric româno-francez din 1967, regizat de Sergiu Nicolaescu. El a fost realizat de Studioul Cinematografic București, în colaborare cu Franco-London Film (Franța). 
Superproducție istorică, evocare în limitele genului și ale standardelor "epocii cinematografice naționale" a unor evenimente importante ale istoriei poporului român, războiul daco-roman din anul 87, când Domițian, împăratul roman din aceea vreme, a încercat să cucerească Dacia.
Acest film a reprezentat debutul în lungmetraj al regizorului Sergiu Nicolaescu. El se află pe locul 4 în topul celor mai vizionate film românești din toate timpurile după cum atestă un comunicat din 2006 al Uniunii Autorilor și Realizatorilor de Film din România.

## Rezumat
Filmul începe cu o secvență parabolă. O armată romană sosește la porțile unei cetăți dacice, iar trimisul roman le cere celor din cetate să deschidă porțile, promițându-le în schimb viața și libertatea. Străjerul de pe cetate îl întreabă cine sunt cei care se află de la porțile cetății, iar solul îi răspunde că ei sunt „stăpânii lumii”. La auzul acestor cuvinte, străjerul îi răspunde astfel: „Veți ajunge dacă noi vom pieri”.
O armată romană comandată de generalul Fuscus (Georges Marchal) se afla pe malul drept al Dunării așteptând momentul potrivit pentru a ataca Dacia. Acesteia i se adaugă legiunile de la Rin conduse de tânărul general Severus (Pierre Brice), iar mai apoi legiunile care-l însoțeau pe împăratul Domițian (György Kovács). În tabără sosise anterior și senatorul roman Attius (Geo Barton), tatăl lui Severus, care-i aduce împăratului vestea că marcomanii s-au răsculat. Împăratul refuză să se întoarcă la Roma, motivând că are nevoie de aurul dacilor pentru a plăti solda militarilor din legiunile romane. În această situație, senatorul Attius traversează Dunărea împreună cu Severus și cu câțiva legionari pentru a purta negocieri cu dacii. Ajuns însă pe malul stâng al Dunării, Attius este ucis de o săgeată trasă de străjerul dac Remaxos (Septimiu Sever). Severus se întoarce în tabără cu trupul tatălui său, iar Domițian dispune atacarea Daciei.
În acest timp, pe pământurile Daciei viața decurgea în liniște și pace. Copiii regelui Decebal (Amza Pellea), Cotyso (Alexandru Herescu) și Meda (Marie-José Nat), mergeau la vânătoare, trăind într-o colibă de la poalele Munților Carpați. În săptămâna următoare, Cotyso a câștigat întrecerea tinerilor luptători de la Argidava. Aducerea veștii că a fost ucis un nobil roman care a călcat pe pământul Daciei îl îngrijorează pe Decebal, cu atât mai mult cu cât Attius era „singurul roman care nu trebuia să moară”. El era de fapt șeful de trib Zoltes care fusese trimis în urmă cu 40 de ani la Roma și a luat numele unui patrician roman ce trăia în Moesia. Dacii îi trimiteau anual o corabie cu aur, iar Attius a reușit să devină o persoană influentă a Romei, el informându-l pe Decebal cu privire la evenimentele petrecute în capitala Imperiului Roman.
Citind scrisoarea pe care o avea Attius la el, Decebal află că 12 legiuni romane cu 72.354 de soldați, conduse de generalul Fuscus, se pregătesc să invadeze Dacia. Fără să țină cont de părerea căpeteniilor dace care doreau să lupte cu romanii, regele poruncește ca populația să se refugieze în munți, în timp ce o mică oaste condusă de Oluper (Mircea Albulescu) urma să îi țină în loc pe romani la Argidava. Acolo se dau lupte grele, romanii nereușind să ia decât un prizonier care pune mâna pe o sabie și apoi se sinucide. Rănit în luptă de legionarul Marcus (Sergiu Nicolaescu), Oluper reușește să scape cu viață și ajunge la Sarmizegetusa.
Decebal trimite o solie la tabăra lui Domițian, dar mesajul simbolic este greșit interpretat de romani ca fiind o propunere de supunere a dacilor față de Imperiul Roman. Severus este trimis la Sarmizegetusa pentru a-i comunica regelui Daciei că împăratul îi primește supunerea. Decebal îi dezvăluie generalului roman că senatorul Attius (tatăl lui Severus) era de origine dacă și îi spune că adevăratul înțeles al soliei trimise de daci era că vor lupta împotriva năvălitorilor ce le calcă pământul pe care-l muncesc. În scop de a obține bunăvoința lui Zamolxe, potrivit obiceiului străbun, Cotyso, considerat a fi „cel mai curat și cel mai viteaz dintre fiii dacilor”, este jertfit la altarul aflat lângă Sfinxul din Bucegi.
Nemulțumit de răspunsul dacilor, Domițian trimite armata romană către Sarmizegetusa. Generalul Fuscus ordonă legiunilor de la Rin comandate de Severus, aflate în avangardă, să-i atace pe daci într-un defileu, dar acestea cad într-o ambuscadă și se retrag, iar Severus este rănit și rămâne pe câmpul de luptă. Pentru a-și ascunde greșeala de a trimite o legiune la luptă pe un teren nepotrivit, Fuscus afirmă că ideea atacului i-a aparținut lui Severus (pe care-l credea mort) și dispune decimarea legiunii, primul ales fiind legionarul Marcus, care luase parte la discuția între cei doi generali.
Severus nu murise însă, ci fusese doar grav rănit. El a rătăcit prin munți și a fost găsit de Meda, care l-a adus la coliba ei. Fiica lui Decebal l-a îngrijit, îndrăgostindu-se de el. Decebal îi cere generalului roman să-l convingă pe Domițian să înceapă tratative pentru a câștiga timp, dar Severus spune că el va continua să-și facă datoria. Regele dac îl lasă atunci să plece liber în tabăra romană.
Ajuns în tabără, Severus se ceartă cu Fuscus care-i decimase legiunea. Generalul Fuscus îi spune că dorește să se întoarcă la Roma plin de glorie și de aur și să obțină sprijinul legiunilor pentru a fi ales ca împărat în locul lui Domițian. El îi propune lui Severus funcția de guvernator al Daciei, dar acesta din urmă îl refuză. Cei doi generali se luptă între ei cu săbiile, iar Fuscus este ucis. Martor la luptă, Domițian îi încredințează lui Severus comanda celor 12 legiuni romane și îi poruncește să-i atace pe daci. Cele două armate se întâlnesc pe câmpul de luptă, iar Severus îl provoacă pe Decebal la o luptă cu sabia, fiind ucis de regele dac. În timp ce agoniza, generalul roman îi spune lui Decebal: „Este tot ce-am putut să fac pentru tine!”. Rămase fără comandant, legiunile romane pornesc la luptă împotriva oștilor dace.

## Distribuție
- Amza Pellea — regele Decebal al Daciei
- Pierre Brice — generalul Severus
- Emil Botta — marele preot dac
- György Kovács — împăratul roman Domițian
- Georges Marchal — generalul Fuscus
- Geo Barton — senatorul roman Attius (Zoltes)
- Septimiu Sever — străjerul dac Remaxos, ucigașul lui Attius
- Mircea Albulescu — comandantul dac Oluper
- Nicolae Secăreanu — comandant dac, mesagerul lui Decebal
- Vasile Cosma — comandantul dac Vezina
- Alexandru Herescu — Cotyso, fiul lui Decebal
- Marie-José Nat — Meda, fiica lui Decebal
- Alexandru Virgil Platon — legionarul care-i oferă sabia prizonierului dac (menționat Al. Virgil Platon)
- Cornel Gîrbea
- Iulian Necșulescu — comandant dac cu barbă albă
- Ion Pascu — comandant dac cu barbă albă
- Mircea Sîntimbreanu — comandantul cetății Argidava
- Simion Negrilă
- Florin Blănărescu
- Stelian Cremenciuc
- Papil Panduru — comandant dac
- Constantin Lungeanu
- Dinu Gherasim — centurionul roman care-i cere lui Fuscus să arunce sulița
- Alexandrescu Vrancea
- Gheorghe Constantinescu
- Alina Gurgu
- Mihai Ciucă
- Remus Șaramet
- Vasile Nițu
- Pampu Niță
- Haralambie Polizu — dac bătrân cu barbă albă
- Păun Călin
- Alexandru Vasiliu
- Ion Apahideanu
- Mihai Constantinescu
- Dumitru Ghiuzelea
- Szabolcs Cseh — luptător dac (menționat Szabotez Cseh)
- Tudor Stavru
- Dumitru Crăciun — luptător dac
- Sergiu Nicolaescu — centurionul Marcus (nemenționat)
- Mircea Bogdan — oștean dac (nemenționat)

### Dublaj de voce (în limba română)
- Emanoil Petruț — regele dac Decebal
- Leopoldina Bălănuță — Meda, fiica lui Decebal
- Ion Besoiu — generalul Severus
- Gheorghe Dinică — generalul Fuscus
- Fory Etterle — împăratul Domițian (menționat Fory Eterle)
- Ștefan Iordache — Cotyso, fiul lui Decebal

## Mitul strămoșilor în film
Filmul Dacii prezintă perioada expediției generalului roman Cornelius Fuscus în Dacia, care a fost descrisă de istoricul Dio Cassius în Istoria Romana și de Iordanes în Getica. Generalul Fuscus a murit în anul 86 în Prima Bătălie de la Tapae. Istoricii consideră că 2/3 din natura filmului este diegeză (univers fictiv), expresia artistică ocupând o pondere mai mare decât cea ocupată de informația propriu-zisă. O mare parte din film conține scene imaginare. Scena morții ritualice a fiului lui Decebal este inspirată din informațiile lui Herodot (c.484 - c. 425 î.Hr.) privind religia geților: trimiterea ca sol la Zamolxe a celui mai curat dintre tineri prin aruncarea în 3 sulițe , istoricii neștiind dacă această jertfă se mai aplica și în timpul lui Decebal (87-106 d.Hr).
Istoricul Ciprian Plăiașu a constatat că în film sunt prezente o serie de elemente care țineau de „Epoca de Aur”: întrunirile (consiliul dacilor înainte de părăsirea cetății, discuțiile lui Domițian cu comandații armatelor și cu Attius), ceremoniile (serbările dacilor pentru desemnarea celui mai destoinic tânăr, sacrificarea lui Cotyso, serbările de la moartea acestuia) și cultul conducătorilor. El consideră că autorii filmului au apelat la denaturări și exagerări voite pentru a induce subtil ideea de dragoste de țară, cinematografia contribuind la reîmprospătarea simbolurilor naționale, a eroului național care a învins indiferent de perioada în care a apărut. La începutul filmului sunt prezentate „frumusețile patriei”, pentru care strămoșii urmează să lupte și să se jertfească. Bogățiile țării sunt considerate ca neprețuite, de aceea ele au fost râvnite de ceilalți. Dacii sunt prezentați ca având ca principale trăsături cinstea, vitejia și independența, ei neducând lupte de cucerire și trăind întotdeauna în pace cu toți vecinii. Liniștea lor este tulburată de invadatori care asediază cetățile dacice.
Sunt prezente în film o serie de simboluri naționale (steme simbolice atârnate pe perete, Sfinxul din Bucegi, capitala Sarmizegetusa), precum și relicve din alte perioade cum ar fi un coif purtat de Decebal care este asemănător cu coiful dacic de la Coțofenești (ce datează de la începutul secolului IV î.Hr., adică cu aproximativ 500 de ani înainte de epoca lui Decebal). Aceste simboluri erau considerate ca având un caracter protocronist, ele urmărind să legitimeze faptul că dacii s-au aflat pe aceste pământuri de la începuturi.
Vorbind despre filmele istorice românești produse în timpul regimului comunist, conf.dr. Elena Saulea a recunoscut că filmele trebuiau să se raporteze direct la istoria oficială, agreată de regim, ele aflându-se sub directa și atenta supraveghere a cenzurii. Totuși, ea a criticat opinia tinerilor cinefili că genul istoric ar fi fost integral compromis nu doar politic, ci și estetic. Filmul Dacii este considerat a fi o „emancipare a genului” prin evocarea dinamică a războaielor de rezistență dacică și de cucerire de către romani a spațiului carpato-danubiano-pontic.
Nicolaescu a considerat acest film ca fiind „prima manifestare publică de patriotism românesc”.

## Producție

### Originea filmului
Sergiu Nicolaescu a declarat că a fost întrebat în 1963 de profesorul Paul Cornea, director general al Studioului Cinematografic București, un „intelectual și politruc de profesie”, dacă ar dori să regizeze un film de ficțiune. Până atunci, el realizase doar scurtmetraje documentare. Nicolaescu a răspuns că ar dori să realizeze ecranizarea romanului Ultima noapte de dragoste, întâia noapte de război de Camil Petrescu, care-l impresionase, dar directorul studioului l-a refuzat. El a spus atunci că ar putea să regizeze un film istoric, dar Cornea i-a respins trei propuneri de filme (Ștefan cel Mare, Mihai Viteazul și Traian și Decebal), spunând că acestea urmau a fi realizate în următorii 20 de ani de alți regizori. În cele din urmă, exasperat, Nicolaescu a propus filmul Dacii, care nu figura în lista cu filmele ce urmau a fi realizate în următoarele patru cincinale.
În anul 1965, pe când se afla la Paris, Nicolaescu a discutat cu Henry Deutschmeister, producător de film din Franța. Auzind că Nicolaescu vrea să realizeze un film istoric, producătorul evreu născut la Brăila, un „mare și adevărat patriot”, a acceptat să facă filmul în coproducție româno-franceză. Pe tot parcursul anului 1965 s-au purtat negocieri între partea română și partea franceză, care au fost finalizate printr-un acord semnat la 9 martie 1966, prin care partea română avea o participare majoritară de 60%, iar filmările urmau să aibă loc în România timp de 10 săptămâni începând din aprilie 1966. Prin acel acord s-au stabilit și actorii francezi ce urmau să aibă roluri în film: Pierre Brice (Severus), Alida Valli (Meda) și Bernard Blier (Fuscus), dar ultimii doi actori au fost înlocuiți înaintea primului tur de manivelă.

### Pregătiri
Sergiu Nicolaescu s-a documentat mult despre civilizația dacilor. Costumele dacilor au fost greu de realizat. Nicolaescu s-a deplasat pentru documentare la Roma, a copiat costumele de pe Columna lui Traian  și a venit cu schițe pentru creatoarea de costume Hortensia Georgescu. Costumele au fost confecționate din in nevopsit și, într-o dimineață de ianuarie, au fost îmbrăcați cu ele 12 cascadori. Când i-a văzut, regizorului i s-a părut că l-a „lovit cineva cu lăuca în cap”, iar „dacii aduceau a mexicani”. El a rugat-o pe Hortensia Georgescu să vopsească costumele în nuanțe de pământ.
Sergiu Nicolaescu nu a debutat în acest film ca regizor, ci și ca actor. El a fost nevoit să învețe să călărească, fiind instruit de Ion Apahideanu. Inițial i s-a părut că nu este dificil de călărit, dar și-a dat seama pe parcurs că arta hipică este greu de învățat și de stăpânit. Mircea Albulescu a afirmat că a fost ales să joace în film după ce echipa franceză l-a văzut în piesa Troilus și Cresida de William Shakespeare jucată pe scena Teatrului de Comedie, în care actorul român interpreta rolul lui Achile. Actrița Marie-José Nat a fost impresionată de interpretarea lui Albulescu și i-a cerut producătorului să-i dea un rol în film.
Rolul Meda, fiica lui Decebal, a fost acordat prin contract părții franceze. El a fost interpretat de actrița franceză Marie-José Nat. În memoriile sale, regizorul afirmă că rolul Meda a fost dorit și de Lica Gheorghiu, fiica liderului comunist Gheorghe Gheorghiu-Dej. Nicolaescu a primit un telefon de la tovarășa Bejcu (care însoțea familia prim-secretarului PMR la vizionările de filme) și a fost vizitat apoi de un ofițer de securitate care l-a condus la locuința lui Gheorghiu-Dej. Liderul comunist era deja bolnav și îl aștepta pe o bancă din grădină. Cunoscând toanele Licăi Gheorghiu (despre care auzise că venea la filmări numai atunci când voia) și știind că rolul Meda urma să revină părții franceze, regizorul i-a spus lui Dej că fiica sa își formase o imagine de femeie elegantă în filmul Erupția (1957) regizat de Liviu Ciulei și nu i s-ar potrivi un rol de țărancă care merge cu picioarele goale. „[...] Dacii au fost niște sălbatici și destul de primitivi, Decebal se îmbrăca aproape țărănește..., fiica lui va fi o țărancă, având o scenă când va merge cu picioarele goale pe stânci..., or maestrul Ciulei a reușit să dea o altă imagine fiicei dvs. și nu cred că i s-a potrivi rolul Meda [...]”, a argumentat Nicolaescu, la care liderul comunist a rămas o clipă gânditor și a spus apoi cu o voce tristă: „Da, am înțeles!”.
Sergiu Nicolaescu a chemat la probe un număr mare de actori tineri pentru rolul lui Cotyso, dar nu a găsit figura dorită. Alexandru Herescu, interpretul rolului Cotyso, nu era actor de meserie, dar a fost ales după ce un prieten de-al său i-a spus editoarei Iolanda Mântulescu să caute pretendenți și printre studenții Facultății de Fizică. Sergiu Nicolaescu l-a văzut și i-a oferit rolul. Tânărul a luat lecții zilnice de călărie, mergând cu calul în fiecare zi până la Ploiești. Andi Herescu a absolvit Facultatea de Fizică a Universității București în 1966. Succesul la public al filmului l-a transformat pe tânăr într-un sex-simbol, fiind numit în presă „Alain Delon-ul României”. El a renunțat la actorie, lucrând ca profesor de fizică la liceele „Mihai Viteazul”, „I.L. Caragiale” și „George Coșbuc”, de unde a ieșit la pensie.

### Filmări
Filmul Dacii a fost o coproducție româno-franceză realizată de Studioul Cinematografic București și Franco-London Film. După discutarea scenariului la 6 septembrie 1965 în Consiliul Artistic, filmul a intrat în faza de producție în toamna anului 1965. În realizarea filmului au fost folosiți mai mulți consilieri și anume: consilier militar - lt. col. Gheorghe Romanescu, consilieri istorici - acad. prof. Constantin Daicoviciu și Hadrian Daicoviciu, consilier de lupte - Lucian Purdea, consilier de scrimă - Constantin Stelian, consilier de călărie - dr. Ion Apahideanu, consilier de dans - Elena Penescu-Liciu, consilier pentru scenografie - prof. Livia Musculiu, consilier pentru mașini de luptă - ing. George Cojocaru.
Filmările au avut loc în perioada 11 mai - octombrie 1966, fiind realizate cu concursul Ministerului Forțelor Armate al Republicii Socialiste România, acest lucru fiind menționat pe genericul de final. Cadrele exterioare au fost filmate la Buftea, Sarmizegetusa, Stâna de Vale, Munții Bucegi și Hârșova, iar cele interioare la Buftea. În prima zi de filmare au fost folosiți 2.000 de actori și figuranți.
Atmosfera de la fimări a fost descrisă de Alexandru Herescu ca fiind „incredibilă”, iar regizorul zâmbea tot timpul.
Scena sacrificiului a fost filmată lângă Sfinxul din Bucegi. În seara anterioară, cei vreo treizeci de cascadori au băut rom toată noaptea, iar a doua zi aveau ochii încercănați ca și cum ar fi plâns moartea fiului lui Decebal. În prima secvență, actorul urma să fie aruncat pe pământ de la înălțimea de patru metri de către patru persoane. Au fost înfipte în sol trei țevi de 30 de cm care glisau pe verticală pe niște arcuri. Căzătura trebuia să fie perfect verticală, în caz contrar arcurile putându-se bloca. Pe pieptul actorului a fost pusă armura lui Pierre Brice, care fusese confecționată la Paris, și au fost sudate țevi pe ea. Când era aruncat pe verticală, țevile urmau să stea fixe ca și cum ar fi fost înfipte în corpul actorului. Pentru ca actorul să nu se accidenteze, a fost folosită o plasă de pompieri care era ținută de vreo 20 de cascadori ce stăteau pe burtă, cu mâinile la spate. Aruncătura a trebuit să fie repetată de câteva ori, deoarece nu exista sincronizare. După fiecare aruncătură, Amza Pellea îl servea pe Andi Herescu cu rom. În a doua secvență actorul era arătat înfipt în sulițe, iar sulițele de pe trupul actorului trebuiau să corespundă cu sulițele de jos. Pentru a sta fix, actorului i s-a pus la fund o bucată de lemn, care se mișca.
Vocile interpreților principali (Amza Pellea, Pierre Brice, Georges Marchal, György Kovács, Alexandru Herescu și Marie-José Nat) au fost dublate de actori români (Emanoil Petruț, Ion Besoiu, Gheorghe Dinică, Fory Etterle, Ștefan Iordache și Leopoldina Bălănuță). Interpreții francezi nu vorbeau limba română, Alexandru Herescu era în rolul său de debut, György Kovács avea accent unguresc, iar Amza Pellea suferea de o afecțiune a corzilor vocale (vocea sa fiind dublată de Emanoil Petruț și în Mihai Viteazul).
Filmul a fost realizat pentru ecran lat , director de imagine fiind Costache Ciubotaru. Muzica filmului a fost interpretată de Orchestra Simfonică a Cinematografiei dirijată de Constantin Bugeanu. La acest film au lucrat ca asistenți de montaj Dan Nanu și Cristina Ionescu, iar ca șefi de producție Gheorghe Pîrîu, Victor Grigoraș și Nicolae Constantinescu.

### Finalizarea filmului
Regizorul a afirmat în volumul său de memorii că partea franceză numise un scenarist francez care să colaboreze cu Titus Popovici, dar acesta din urmă a refuzat. Nicolaescu a acceptat câteva idei ale francezului pe care le-a introdus în decupajul regizoral, provocând mânia lui Popovici. Scenaristul român l-a atacat pe regizor în două ziare, acuzându-l că ar fi incapabil și nepriceput în coordonarea actorilor și propunând schimbarea acestuia. În ultimele 7 zile de filmare, în timp ce filma pe platoul de la Babele cu o echipă de 1.500 de ostași figuranți, actori și cascadori, Nicolaescu a fost chemat la minister de către Eugen Mandric, directorul Studioului Cinematografic București. A avut loc în acea seară o ședință la Casa Scânteii la care au mai participat Titus Popovici, Marin Stanciu (directorul Româniafilm), Ion Stoian (șeful Secției literatură și artă de pe lângă C.C. al P.C.R.) și vreo 10 regizori printre care Ion Popescu-Gopo, Manole Marcus, Iulian Mihu, Gheorghe Vitanidis, Mircea Drăgan ș.a. La cererea conducerii autorităților cinematografiei românești, regizorii au văzut materialul filmat și au concluzionat că Nicolaescu nu s-ar pricepe deloc la lucrul cu actorii. Conducerea cinematografiei l-a propus atunci pe Vitanidis ca regizor pentru scenele de joc din film, Nicolaescu urmând să realizeze numai scenele de acțiune. Regizorul a afirmat că i-au mai rămas de filmat doar scena luptei finale și cele din interiorul cortului lui Fuscus, apoi și-a exprimat dezacordul față de înlocuirea sa și a părăsit sala de ședințe. Actorii francezi s-au solidarizat însă cu Nicolaescu și au trimis o scrisoare prin care au amenințat că vor părăsi filmările, nedorind să lucreze cu un alt regizor decât cu cel care era precizat în contractul lor. Ca atare, Marin Stanciu și Titus Popovici l-au convins pe regizor să se întoarcă la filmări, rugându-l să uite incidentul petrecut.
Filmul a fost vizionat de conducerea Consiliului de Stat pentru Cultură și Artă (C.S.C.A.), care l-a acceptat fără modificări. Potrivit regizorului, filmul a fost văzut anterior de Ion Gheorghe Maurer, prim-ministrul RSR, căruia i-a plăcut. Copia standard a fost finalizată la sfârșitul anului 1966. Cheltuielile de producție ale părții române s-au ridicat la 20.113.000 lei. Filmul a fost realizat pe peliculă color și are o lungime de 3012 de metri utili.
Ca urmare a succesului filmului Dacii, scenaristul Titus Popovici, regizorul Sergiu Nicolaescu, operatorul Costache Ciubotaru și actorul Amza Pellea au primit felicitări și câte un plic cu 5.000 de lei. La acel moment, regizorul avea un salariu de inginer cu puțin mai mare de 2.000 de lei. Regizorul a auzit însă un zvon că lui Nicolae Ceaușescu nu i-ar fi plăcut filmul, considerând că dacii din filmul lui Nicolaescu ar fi „prea barbari”.

## Recepție
Filmul Dacii a avut parte de un mare succes de public la cinematografele din România, fiind vizionat de 13.104.510 de spectatori, după cum atestă o situație a numărului de spectatori înregistrat de filmele românești de la data premierei și până la data de 31.12.2007 alcătuită de Centrul Național al Cinematografiei. El a fost relansat la 2 februarie 2001, fiind vizionat de încă 30.964 spectatori. Dacii se află astfel pe locul 4 în topul celor mai vizionate film românești din toate timpurile după cum atestă un comunicat din 2006 al Uniunii Autorilor și Realizatorilor de Film din România.
Lansarea filmului în Franța a avut loc la 31 mai 1967, adaptarea în limba franceză fiind realizată de Jacques Rémy. Versiunea franceză intitulată „Les Guerriers”  conține un supliment de scene de luptă, care nu a fost încorporat în negativul versiunii române. Prin contractul de exploatare din 1965, partea franceză avea dreptul de exploatare a filmului în Franța, Italia, Belgia, Luxemburg și fostele colonii franceze din Africa și Asia. Difuzarea mondială a filmului a fost preluată în aprilie 1968 de firma canadiană „Paris-Montreal Distribution”.

### Recenzii critice
Criticii de film au recunoscut în mare majoritate caracterul de superproducție al acestui film, fără precedent în istoria cinematografiei românești. Vorbind despre acest film, criticii Cornel Cristian și Bujor T. Rîpeanu afirmau că el „constituie unul dintre episoadele izbutite ale epopeii cinematografice naționale prin câteva reușite portretizări, prin iscusința realizării scenelor de masă și buna valorificare plastică - în imagine - a peisajului românesc”.
Într-un articol publicat în 1966 în revista „Cinema”, Valerian Sava considera că „violența unor faze de montaj, cu figuri și corpuri însângerate, străpunse de suliți și săgeți, o dinamică a cadrului remarcabilă, susțin ritmul spectacolului și apără filmul de ilustrativism”.
În articolul „Un regizor a cărui nobilă ambiție este autodepășirea: Sergiu Nicolaescu un poet al «incoruptibililor»” publicat în martie 1974 în revista Cinema, criticul Călin Căliman afirma că Nicolaescu nu s-a lăsat furat de clișeele superproducțiilor străine și de tentația „bătăliilor spectaculoase”, „«topind» adică în frescă oștile dace și romane aflate față în față pe câmpul de luptă, înaintea unei bătălii decisive”. Prin folosirea unor simboluri naționale ca Babele și Sfinxul din Bucegi, regizorul a conferit unor secvențe din film aspectul de mit.
Criticul Tudor Caranfil a dat filmului patru stele din cinci și a făcut următorul comentariu: „Reconstituire a posibilei vieți a „celor mai viteji dintre traci”, în Dacia anului 87, când primul atac al legiunilor romane, condus de Cornelius Fuscus, general ros de ambiții deșarte, e respins de vitejii daco-geți. Dar răgazul păcii nu mai poate dura mult. Primul și cel mai bun lungmetraj al lui Sergiu Nicolaescu, inspirat servit de Titus Popovici-scenaristul, într-o superproducție de nivel european, rezistentă nu atât datorită anvergurii montării cât, mai ales, fanteziei poetice. Amplele pânze epice ale bătăliilor sunt reținute doar ca fundal spectaculos din care se detașează drama propriu-zisă, regizorul urmărind în primul rând elocvența efectului vizual. Violența unor fraze de montaj cu chipuri și trupuri însângerate ca și remarcabila dinamică a cadrelor protejează filmul de decorativism. Depășind locurile comune ale genului, realizatorii reușesc performanța unei drame istorice spectaculare într-un climat specific local. Pr. 2 la Festivalul filmului muncitoresc, Praga.”
Tânărul critic Andrei Gorzo a observat că filmul Dacii este o demonstrație continuă de forță realizată de un regizor debutant și entuziast. Sunt reprezentate scene tari cu impact puternic la public precum mișcarea „maiestuoasă și inexorabilă” a armatei romane când asediază o cetate, ploaia de bolovani și de săgeți aruncată de daci asupra romanilor în defileu, jertfirea tânărului Cotiso, sărbătorirea sacrificiului de către daci sau decimarea de către generalul Fuscus a legiunii înfrânte.
Ioan Lazăr a considerat că Nicolaescu a dorit să pună accentul pe partea epică a poveștii în dauna unei tratări estetizante a faptelor istorice. Desfășurarea mare de forțe în războiul între romani și daci are un caracter „megalomaniac”. Planurile sunt grandioase, mișcarea amplă pe frontul de luptă fiind îmbinată cu confruntarea psihologiilor personajelor principale. Unele scene violente precum cea în care este sacrificat tânărul Cotiso sunt pline de dramatism și imprimă poveștii un caracter mitic.

## Crezul artistic al regizorului
Vorbind despre acest film la 44 de ani de la realizarea sa, regizorul Sergiu Nicolaescu a afirmat următoarele: „Am căutat să mă identific cu ascunsele idealuri ale vremurilor mele și acestea își găsesc expresia în filmul meu de debut «Dacii». Acolo încerc și reușesc să transmit spectatorilor, după 20 de ani de dictatură bolșevică, un viguros sentiment de naționalism romantic, izvorât din contopirea idealurilor mele cu eroismul dacilor în lupta inegală cu «stăpânii lumii».”.

## Premii
Dacii a fost selectat pentru premiul Festivalului Internațional de Film de la Chicago (1967) și a obținut premiul III la Festivalul filmului muncitoresc de la Praga (1968).